# Hedda Vernon

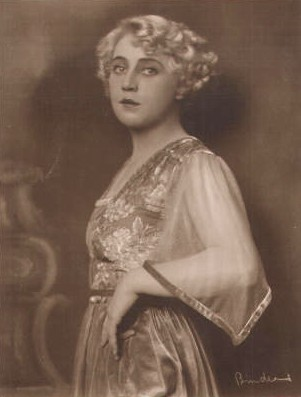
Hedda Vernon auf einer Fotografie von Alexander Binder

Hedda Vernon (* 20. Oktober 1889 als Bertha Hedwig Lang in Straßburg; † 10. August 1961 in München) war eine deutsche Schauspielerin der Stummfilmzeit und einer der ersten Stars des frühen deutschen Kinos.

## Leben und Wirken
Die geborene Hedwig Lang war eine Tochter des Offiziers Carl Rudolf Lang und seiner Frau Anna Barbara, geb. Schmolke. Vor ihrem ersten Kontakt zur Kinobranche hatte sie wohl nicht als Schauspielerin gearbeitet. 1912 wurde sie von der Deutschen Bioscop erstmals als Schauspielerin verpflichtet. Ihr Leinwanddebüt gab sie 1912 im Stummfilm Die Papierspur unter der Regie von Emil Albes. Noch im selben Jahr gelang ihr mit dem Melodram Die rote Jule ihr Durchbruch. Der Kinematograph berichtete: „Der Verfasser des Stückes,  Herr Alfred Leopold, hat das Experiment gewagt, für die Titelrolle keine Berufsschauspielerin zu nehmen, sondern ein mitten im Leben stehendes, modernes Weib. Schon nach den ersten Proben zeigte es sich, dass diese Darstellerin eine geradezu phänomenale Begabung für realistisch dazustellende Filmpartieen [sic!] besitzt. Die Interpretation der roten Jule ist derart glänzend gelungen, dass Frau Heddy Moest, so heißt die junge Dame, die aus einer der besten Familien Cölns stammt, und auf Anraten des Herrn Leopold, der auch ihr Impresario ist, den Sprung auf die Projektionswand gewagt hat, sofort von einer großen Filmfabrik mit einer hohen Gage engagiert worden ist.“ Schon im folgenden Jahr 1913 spielte sie bei der Vitascope unter der Regie von Harry Piel im ersten und zweiten Teil des Stummfilms Menschen und Masken mit. Weitere Filme unter der Regie von Piel, aber auch Zusammenarbeiten mit Max Obal, folgten bis 1914.
Vernon erkannte früh die Möglichkeiten des neuen Mediums Film. Um 1914 gründete sie in Berlin die Produktionsfirma Hedda Vernon Film und produzierte eigene Filme für ihre Hedda-Vernon-Serie, darunter 1914 Selbstgerichtet oder Die gelbe Fratze und 1916 Hedda Vernons Bühnensketch. Im Jahr 1914 war sie Darstellerin in einigen Filmen für Paul Davidsons PAGU, darunter 1914 in Richard Oswalds Das eiserne Kreuz.
Sie wurde von der Eiko-Film unter Vertrag genommen und arbeitete bis zum Ende des Ersten Weltkriegs hauptsächlich unter der Regie ihres Ehemannes Hubert Moest, der 1919 seine eigene Produktionsfirma Moest Film GmbH gründete. Für die Moest-Filme Die roten Schuhe (1917) und Das Todesgeheimnis (1918) verfasste Vernon zudem das Drehbuch.
In den 1920er-Jahren ließ das Interesse an Vernon nach. Sie arbeitete von 1920 bis 1921 mit Harry Piel in der Filmreihe Der Reiter ohne Kopf zusammen, wurde jedoch zunehmend in Nebenrollen besetzt. Der letzte bekannte Film Vernons Zwischen zwei Frauen kam 1925 in die Kinos. Insgesamt wirkte Vernon zwischen 1912 und 1925 in mehr als 60 Stummfilmen mit.
Hedda Vernon war viermal verheiratet: Von 1908 bis zur Scheidung 1919 mit dem Regisseur Hubert Moest, von 1920 bis zu seinem Tod 1933 mit dem Fabrikanten Günther Gradenwitz, ab 1934 mit Modesto „Ric“ Polidoro und von 1953 bis zu ihrem Tod schließlich mit dem Golfspieler Anjo Lacinik. Zuletzt in Luzern wohnhaft, starb sie 1961 in der Medizinischen Klinik der Universität München und wurde auf dem Friedhof Friedental beigesetzt. Das Grab wurde 2014 aufgelassen.

## Filmografie
- 1912: Die Papierspur
- 1912: Die rote Jule
- 1913: Der Kampf um das Erbe
- 1913: Die kleine Residenz
- 1913: Der Thronfolger
- 1913: Eine Nacht im Mädchenpensionat
- 1913: Die Millionenmine
- 1913: Alt-Heidelberg, Du feine …
- 1913: Frou-Frou. Memoiren einer Prima-Ballerina
- 1913: Menschen und Masken
- 1914: Ich räche Dich
- 1914: Die Toten leben
- 1914: Selbstgerichtet oder Die gelbe Fratze (auch Produktion)
- 1914: Die Ehe auf Kündigung
- 1914: Die braune Bestie
- 1914: Das eiserne Kreuz
- 1914: Die Perle
- 1914: Die Schleuse
- 1915: Die Bettelprinzessin
- 1915: Maria Niemand und ihre zwölf Väter
- 1915: Doch die Liebe fand den Weg
- 1915: Die Heiratsfalle
- 1915: Zofia
- 1915: Zofenstreiche
- 1916: Das Wunder der Nacht
- 1916: Das Opfer der Wera Wogg
- 1916: Maskenspiel der Nacht
- 1916: Hedda Vernon’s Bühnensketch (auch Produktion)
- 1916: Hedda im Bade
- 1916: Hans im Glück
- 1916: Das Bild der Ahnfrau
- 1916: Der Weg zum Reichtum
- 1916: Seine kokette Frau
- 1916: Suzannens Tugend
- 1917: Die Verworfenen
- 1917: Die Narbe am Knie
- 1917: Die fremde Frau
- 1917: Noemi, die blonde Jüdin
- 1917: Die roten Schuhe (auch Drehbuch)
- 1918: Puppchen
- 1918: Der Peitschenhieb
- 1918: Fesseln
- 1918: … der Übel größtes aber ist die Schuld
- 1918: Mouchy
- 1918: Das Todesgeheimnis (auch Drehbuch)
- 1918: Wo ein Wille, ist ein Weg
- 1919: Der Tod des andern
- 1919: Der Hampelmann
- 1919: Taumel
- 1919: Das große Wagnis
- 1919: Die Hexe von Norderoog
- 1919: Galeotto, der große Kuppler
- 1919: Die Erbin
- 1919: Alles verkehrt
- 1919: Jugendliebe
- 1919: Blondes Gift
- 1919: Seine Beichte
- 1919: Ut mine Stromtid
- 1920: Maita
- 1920: Das Frauenhaus von Brescia
- 1920: Der Schieberkönig
- 1920: Manolescus Memoiren
- 1920: Der Verächter des Todes
- 1920: Zu Hilfe!
- 1920: Lady Godiva
- 1921: Das Zimmer mit den sieben Türen, Teil 1: Der Schatz des Inka
- 1921: Die keusche Sünderin
- 1921: Jim Corwey ist tot
- 1921: Der Reiter ohne Kopf, drei Teile (Die Todesfalle, Die geheimnisvolle Macht, Harry Piels schwerster Sieg)
- 1921: Die Jungfrau vom Kynast
- 1922: Das fränkische Lied
- 1923: Die Sonne von St. Moritz
- 1923: Die närrische Wette des Lord Aldini
- 1923: Die Frau aus dem Orient
- 1925: Zwischen zwei Frauen